# Sannantha procera
Sannantha procera là một loài thực vật có hoa trong Họ Đào kim nương. Loài này được (J.W.Dawson) Peter G.Wilson mô tả khoa học đầu tiên năm 2007.